# 甘樫丘
甘樫丘（あまかしのおか）は、高市郡明日香村の豊浦と川原にまたがる、標高140メートルの丘陵。乙巳の変（645年）で滅ぼされた蘇我蝦夷・入鹿父子の邸宅があった場所に比定されるなど古代の遺跡が発掘されており、『万葉集』にもその名が見える。

## 地理
飛鳥川西岸に位置し、東西数百m、南北1kmほど広がる丘陵である。丘全体が国営飛鳥歴史公園甘樫丘地区となっている。丘の北側には甘樫丘展望台、南側には河原展望台が整備されており、明日香村内や奈良県橿原市内の大和三山や藤原京などの風景を望むことができる。散策路は『万葉集』などで歌われた植物が植えられた「万葉の植物園路」が整備されている。この他、芝生広場、休憩所、駐車場なども整備されている。

## 歴史
古くは『日本書紀』などにも記述が見られ、誓盟の神（甘樫坐神社）が鎮座し、允恭天皇の時に盟神探湯（くかたち）が行われた。乙巳の変以前には蘇我蝦夷と蘇我入鹿の親子が権勢を示すために丘の麓に邸宅を構えていたという。山腹には明日香村の保全に尽力した犬養孝揮毫の万葉歌碑（志貴皇子（巻1-51））がある。
2007年2月1日、東麓遺跡において7世紀前半から中頃のものと見られる建物跡や石垣を発見したと発表され、蘇我氏の邸宅跡ではないかと注目されている。2020年からの明日香村教育委員会と関西大学による発掘調査で、蘇我氏滅亡後の時代の建物跡や石列も見つかっている。

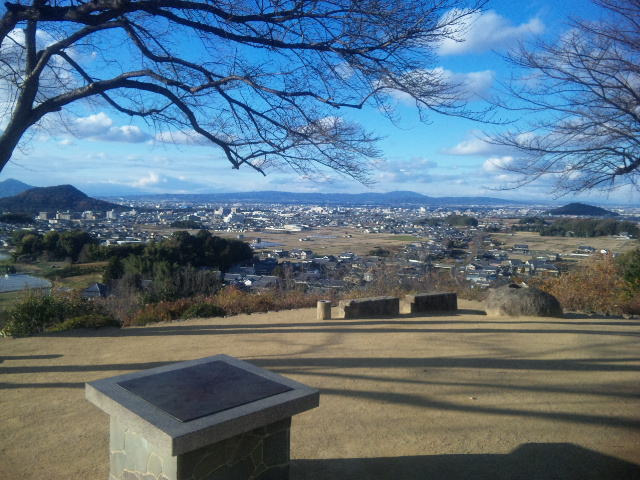
甘樫丘展望台から北西方面
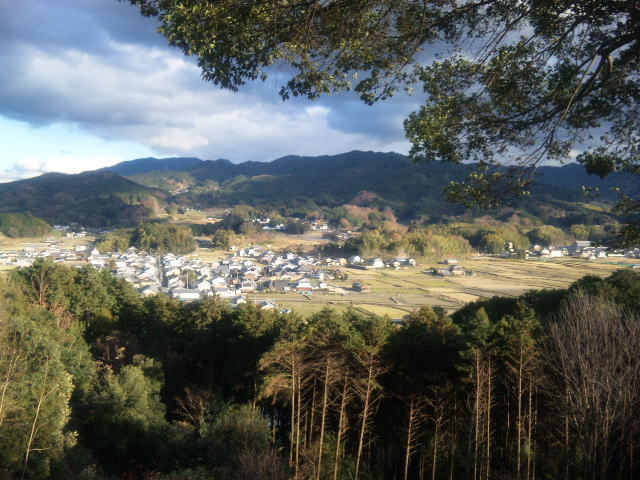
甘樫丘展望台から東方面
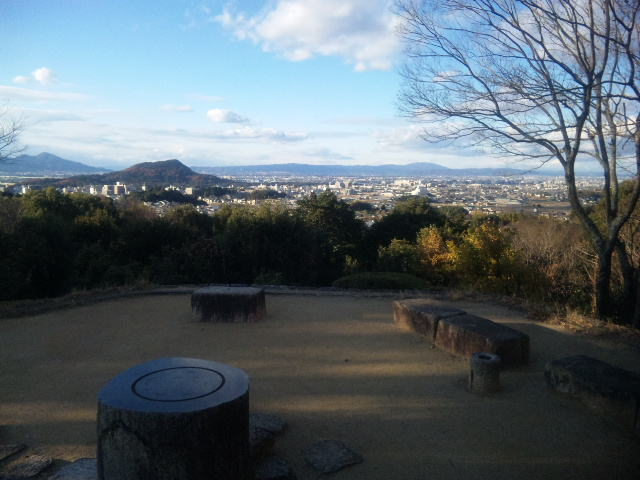
河原展望台から西方面
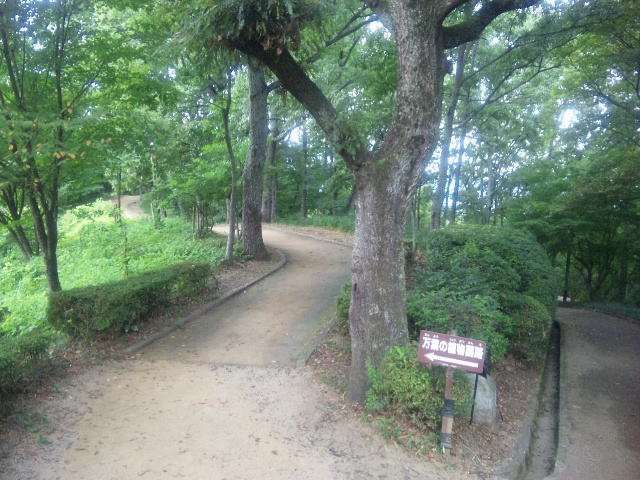
万葉植物園路
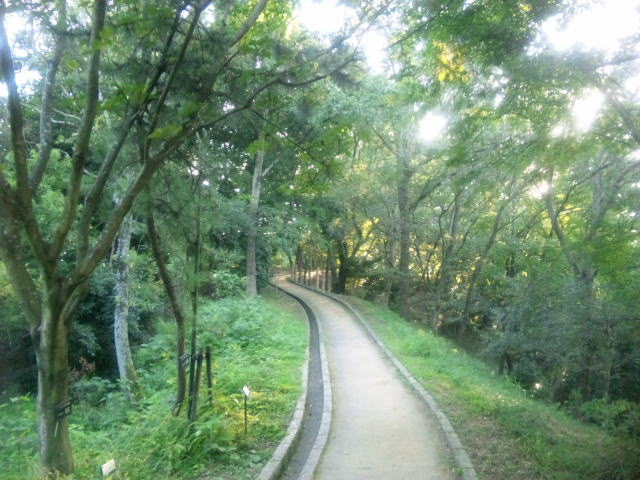
万葉植物園路
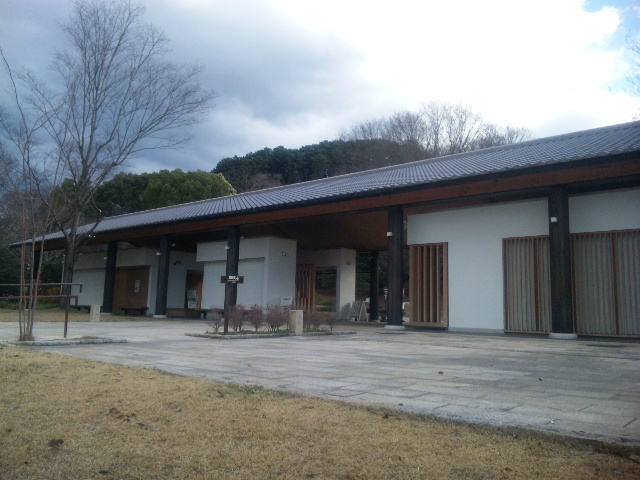
登り口そばの休憩所兼資料室
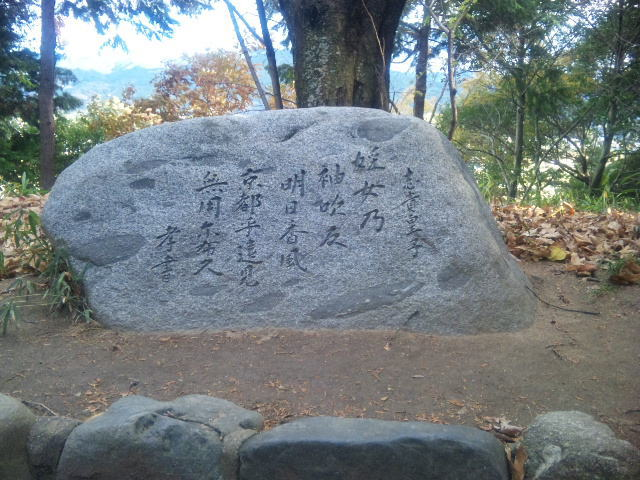
志貴皇子の万葉歌碑

## 周辺
- 水落遺跡
- 石神遺跡
- 飛鳥寺
- 飛鳥板蓋宮
- 雷丘